# Wieniawa (skocznia narciarska)
Wieniawa – skocznia narciarska wybudowana w 1955 i rozebrana w 1964 roku. Skocznia mieściła się w Lublinie w dzielnicy Wieniawa. Skocznia była usytuowana na wzgórzu obok stadionu Lublinianki. 

## Historia
Władze Lublina zgodziły się na budowę skoczni po uzyskaniu licencji trenerskiej drugiego stopnia przez Lucjana Piątka. Obiekt posiadał drewnianą konstrukcję, a długość rozbiegu wynosiła 14 metrów. Skocznię otwarto 15 stycznia 1955, a inauguracyjne zawody rozegrano dwa dni później. Pierwszy konkurs wśród juniorów wygrał Wojciech Papież. W zawodach seniorskich zwyciężył Józef Prokop. W 1964 roku pod naciskiem władz wojskowych klub WKS Lublinianka rozwiązał sekcję narciarską. Ostatecznie skocznia została rozebrana 1 października 1964.